# コルトM1877
コルトM1877は、コルトパテントファイヤーアームズ社で製造されたダブルアクションリボルバー。1877年1月から1909年まで合計166,849挺が製造された。
口径により3つのバリエーションがあり、.32ロングコルト弾を使用するモデルには「レインメーカー」、同様に.38ロングコルト弾では「ライトニング」、.41ロングコルト弾では「サンダラー」という非公式な名称があった。
装弾数はいずれも6発で、.32ロングコルト弾を使用する初期モデルは1877年に発売された。

## 概要
M1877はコルト・シングル・アクション・アーミーの開発者の一人であるウィリアム・メイソンによって設計され、コルトがダブルアクション・リボルバーを製造する最初の試みであった。M1877は、アメリカ製のカートリッジ式ダブルアクションリボルバーの最初の成功作であった。
M1877は、基本的にニッケルメッキかガンブルー処理された2つの仕上げで出荷された。銃身長は2.5インチから7.5インチまで、イジェクターロッドとハウジングの有無に関わらず利用可能だった。イジェクターロッドなしの短い銃身のバージョンは、"shopkeeper's specials"として販売された。
「ライトニング」も「サンダラー」もコルトがつけた名称ではなく、工場で使用されていたものでもない。これらの名前は、コルトの主要な販売業者の一人であるベンジャミン・キットレッジによって作られた。キットレッジは、シングルアクション・アーミーの「ピースメーカー」、コルトM1878ダブルアクションリボルバーの「オムニポテント」など、ニューラインモデルの様々な通称に関わっている。
M1877の初期のダブルアクション機構は、複雑で繊細なために壊れやすいことが判明した。このデザインは故障に定評があり、「ガンスミスのお気に入り」というニックネームを得た。その複雑なデザインと修理の難しさから、現在でもガンスミスには嫌われている。Gun Digest誌では「史上最悪のダブルアクション・トリガー機構」と評された。一般的に、トリガースプリングが故障すると、リボルバーは単発のみになってしまう。M1877は、外見的にはシングルアクション・アーミーによく似ているが、寸法はわずかに短く、厚みは薄くなっている。グリップは、初期のものはチェッカリングの入ったローズウッド、後のものは硬質ラバーとなった。
「ライトニング」は、ヴィクトリア朝時代のイギリスマンチェスターの有名な探偵であり、当時のCIDのトップであったジェローム・カミナーダが個人的に愛用していた。西部開拓時代の無法者ジョン・ウェズリー・ハーディンは、M1877の「ライトニング」と「サンダラー」の両方を頻繁に使用していた。同様に「サンダラー」はビリー・ザ・キッドが愛用していた銃で、1881年にパット・ギャレットに殺された時にも使用していた。また、ドク・ホリデイはニッケルメッキのサンダラーをニッケルメッキのコルトM1873と共に腰に挿していたことでも知られる。どちらもアイヴォリーまたはパールのグリップを持っていた。